# Dubbeldoornwespbij
De dubbeldoornwespbij (Nomada femoralis) is een vliesvleugelig insect uit de familie bijen en hommels (Apidae). De wetenschappelijke naam van de soort is voor het eerst geldig gepubliceerd in 1869 door Morawitz.